# Una bala
«Una bala» (estilizado en mayúsculas) es una canción del cantante argentino Milo J en colaboración con el cantante mexicano Peso Pluma. Se lanzó como sencillo el 30 de noviembre de 2023 como parte del álbum de estudio debut de Milo J, 111.

## Lanzamiento
Fue lanzado el 30 de noviembre de 2023 a través de Dale Play Records con un video musical dirigido por Anestesia. El productor musical Tatool, guitarra por Jesús Eduardo Ontiveros Reyes y tololoche por Jesús Iván Leal Reyes.

## Posicionamiento en listas
| Listas (2023)                           | Mejor posición |
| --------------------------------------- | -------------- |
| Argentina (Billboard Argentina Hot 100) | 29             |